# Carl Brainich von Brainich Felth
Carl Heinrich Emil (Carl) Brainich von Brainich-Felth (Soerabaja, 14 maart 1934) is een Nederlandse gepensioneerde marineofficier.

## Loopbaan
Brainich von Brainich Felth begon zijn maritieme loopbaan in 1951 als Adelborst aan het  Koninklijk Instituut voor de Marine in Den Helder. Op 16 augustus 1956 slaagde hij voor zijn opleiding en werd benoemd tot Luitenant-ter-zee der derde klasse. In de jaren 1964 tot 1968 voerde Brainich het commando over diverse onderzeeërs, namelijk Hr.MS.Tijgerhaai, Hr. Ms Zeeleeuw, Hr.Ms. Zeehond, Hr.Ms. Tonijn en de Hr.MS. Potvis. In de latere jaren van zijn loopbaan zou Brainich nog het commando voeren over het fregat Hr.Ms. Van Galen en als Schout-bij-nacht voerde hij van 1982 tot 1984 het commando over het Eskader (Task Group 429.5). Na eerst een jaar de functie van Plaatsvervangend Bevelhebber te hebben vervuld, werd Brainich op 31 mei 1985 benoemd tot Bevelhebber der Zeestrijdkrachten (BDZ), tevens Chef-Marinestaf, onder gelijktijdige bevordering tot vice-admiraal. In 1989 droeg Brainich zijn functie van BDZ over aan Vice-admiraal Herpert van Foreest, om op 1 september in datzelfde jaar Luitenant-generaal der Infanterie Bob de Geus op te volgen als Chef van het Militaire Huis van H.M. de Koningin, tevens Adjudant-generaal van H.M. de Koningin. Op 1 december 1995 droeg Brainich zijn functie over aan Luitenant-generaal John Maas. Op 1 januari 1996 verliet Brainich de actieve militaire dienst en werd benoemd tot Adjudant-generaal in buitengewone dienst.

## Persoonlijk
Brainich is getrouwd en heeft drie kinderen.

## Onderscheidingen
- Ridder in de Orde van de Nederlandse Leeuw
- Ridder in de Orde van Oranje-Nassau met de Zwaarden
- Erekruis in de Huisorde van Oranje
- Nieuw-Guinea Herinneringskruis
- Onderscheidingsteken voor Langdurige Dienst als Officier, cijfer XXXV
- Marinemedaille
- Vierdaagsekruis
- Grootkruis in de Kroonorde van België
- Grootkruis in de Orde van Verdienste van Adolf van Nassau van het Groothertogdom Luxemburg
- Grootkruis in de Orde van Verdienste van Portugal
- Grootkruis in de Orde van de Heilige Schatten van Japan
- Commandeur in de Orde van Francisco de Miranda (Venezuela)
- Ridder 1e Klasse in de Orde van de Poolster (Zweden)
- De Tong-il Medaille (Zuid-Korea)
- Grootkruis in de Orde van de Leeuw met ster van Finland
- Grootkruis in de Nationale Orde van Verdienste (Frankrijk)
- Ridder-Commandeur in de Orde van het Britse Rijk (Verenigd Koninkrijk)

Verder is Brainich gerechtigd tot het dragen van:

 Insigne van de Onderzeedienst